# بيل أرنولد
بيل أرنولد (بالإنجليزية: Bill Arnold)‏ هو لاعب هوكي الجليد أمريكي، ولد في 13 مايو 1992 في نيدهام في الولايات المتحدة.

## وصلات خارجية
- بيل أرنولد على موقع دوري الهوكي الوطني (الإنجليزية)
- بيل أرنولد على موقع EliteProspects.com (الإنجليزية)
- بيل أرنولد على موقع HockeyDB.com (الإنجليزية)
- بيل أرنولد على موقع Hockey-Reference.com (الإنجليزية)